# Villa Pappone
La Villa Pappone est une résidence historique située à Naples, en amont de Casale di Posillipo.
La villa a été conçue et construite en 1912 sur un dessin de Gregorio Botta, commandée par le chevalier de l'ordre du Mérite du travail Francesco Pappone.

## Description
La villa est conçue comme une maison multifamiliale, elle est répartie sur quatre étages. La façade présente de remarquables décorations en stuc Liberty, tandis que la porte d'entrée présente un magnifique auvent en fer forgé et des fenêtres en verre polychrome.
L'ornementation repose sur une décoration basée sur le dessin des fleurs, objet de l'activité industrielle du chevalier du travail Francesco Pappone; les carreaux de majolique sur les montants présentent également cette décoration florale.

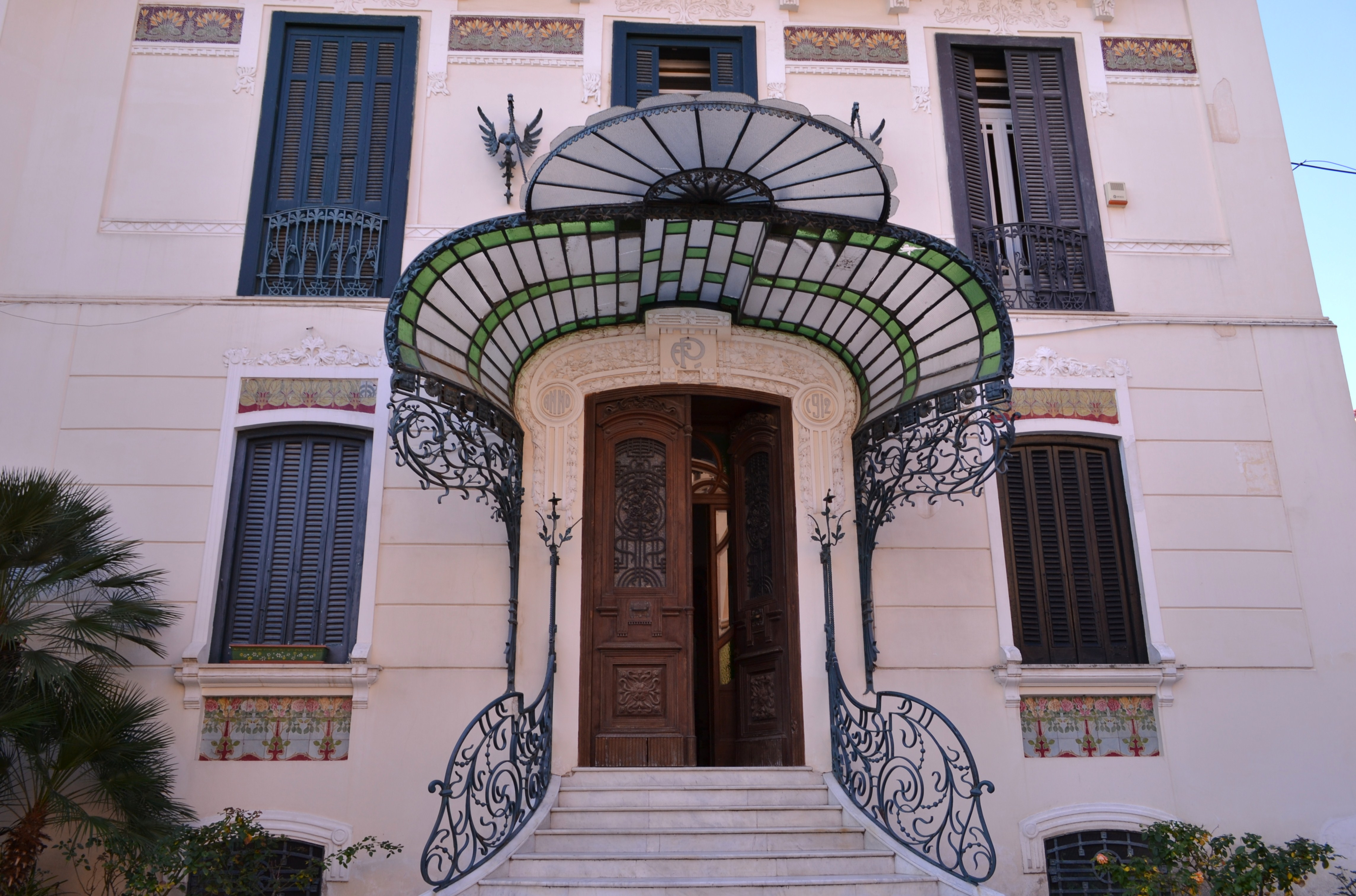
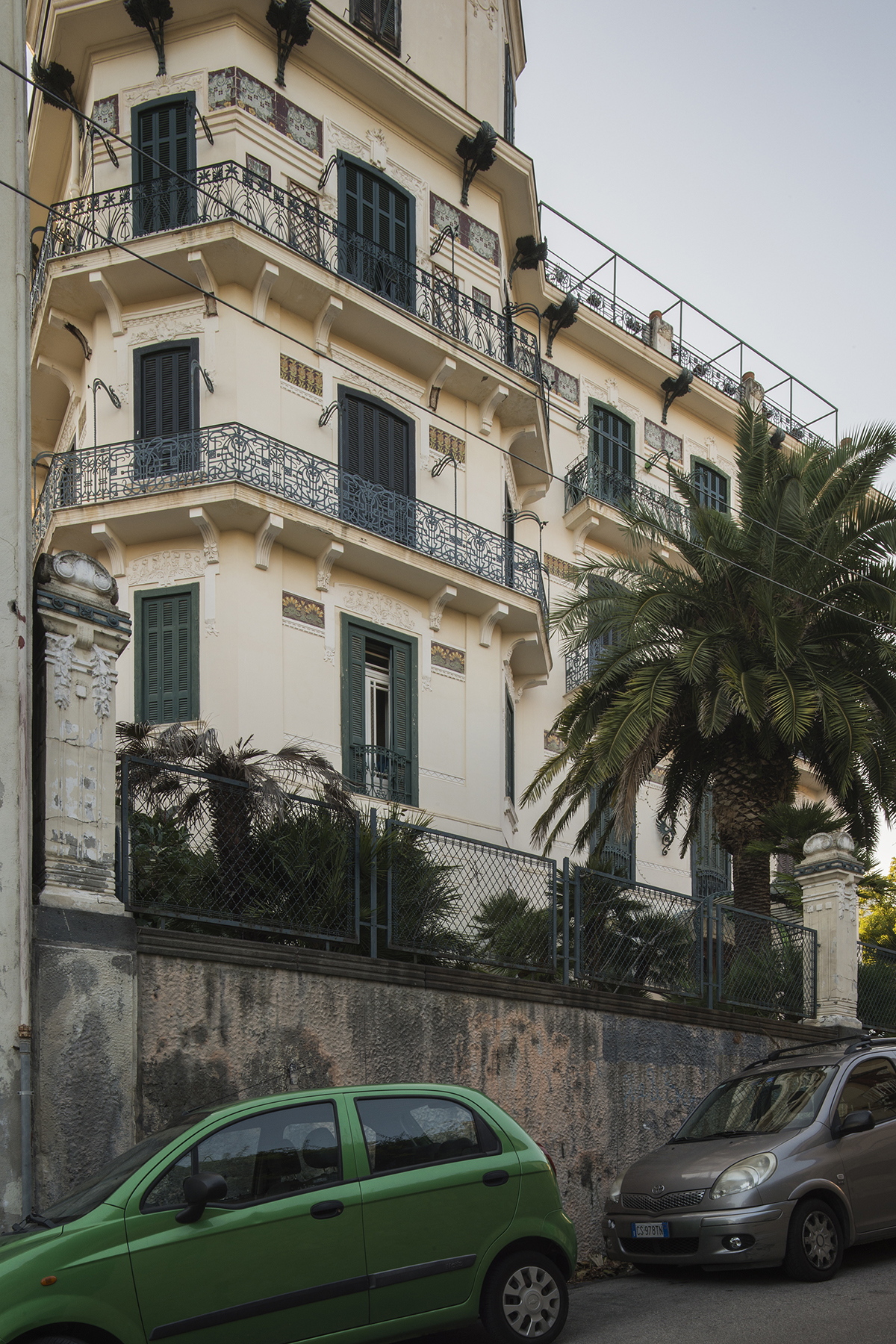